# Modo imperativo en español
El castellano presenta formas verbales específicas para dar órdenes, para pedir cosas o para exigir; estas son las formas del modo imperativo. Este modo en español solo tiene un tiempo, llamado a veces presente de imperativo; hay que tener en cuenta que en algunos idiomas, como el latín, el modo imperativo tiene más de un tiempo. Es posible usar otras formas verbales, especialmente del modo indicativo, con el mismo fin que el imperativo, esto es, dar órdenes.

## Formas verbales de imperativo en sentido estricto

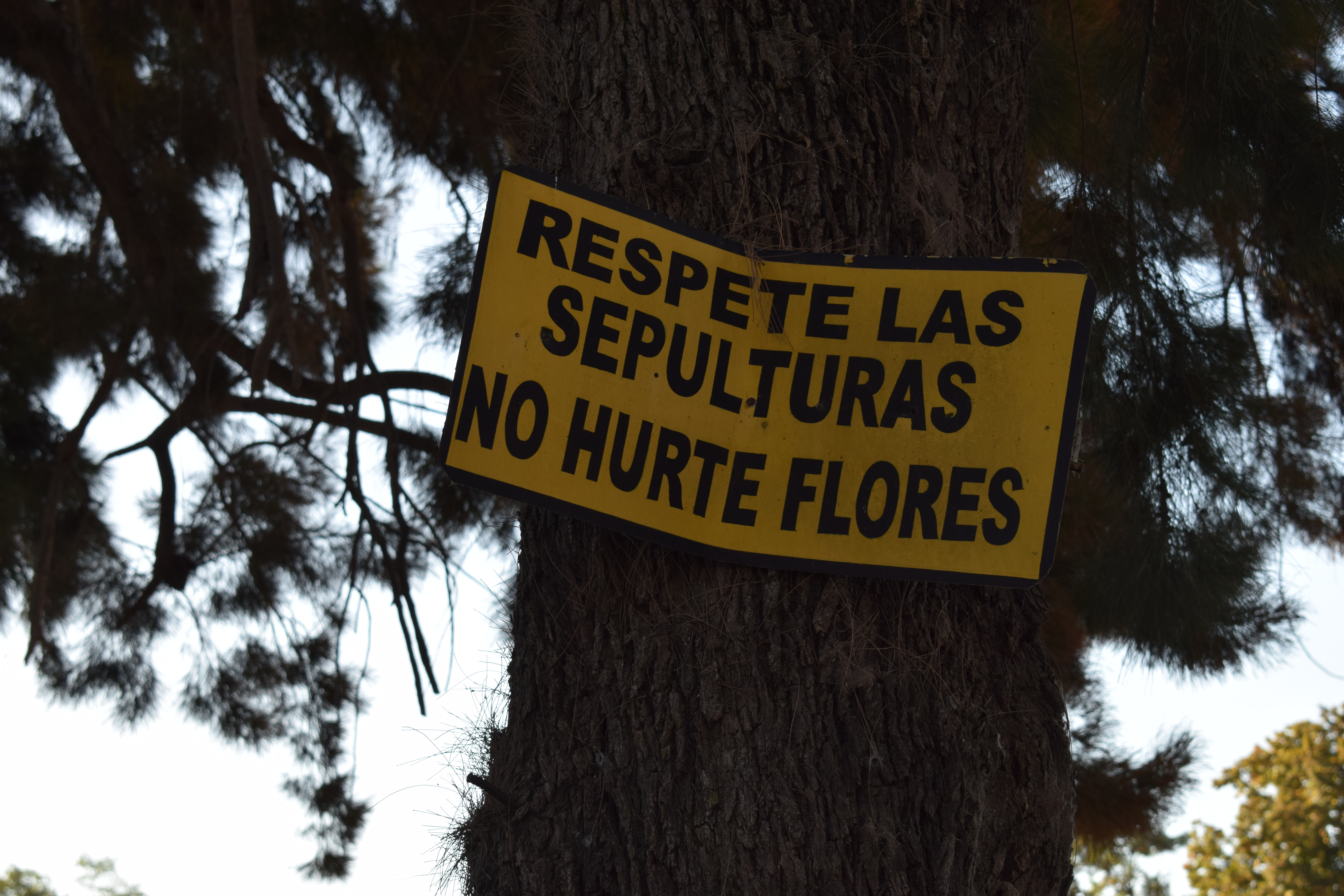
Uso del imperativo en un cartel con trato de usted: «Respete las flores». «No hurte flores».

Las únicas formas verbales exclusivas del modo imperativo son aquellas que usan su conjugación específica y que, además, corresponden en sus desinencias a las segundas personas del singular y del plural. Ejemplos: «come», forma para la segunda persona del singular con el pronombre «tú», o «comé», que corresponde a la misma persona pero con el pronombre «vos» (voseo), «comed» o «comer», «sentaos» o «sentaros», todas con el pronombre «vosotros». Las formas imperativas que concuerdan con «usted(es)» utilizan la conjugación del presente del subjuntivo, como en «coman», «coma usted»; lo mismo pasa con las formas negativas: «no comas», y con el llamado imperativo de primera persona de plural: «comamos».
Existen además usos con sentido imperativo de otros tiempos verbales, como en: «ya estás empezando a comer ahora mismo», que solo adquieren ese sentido por el contexto pragmático.
El verbo «ir» para el imperativo de primera persona del plural usa generalmente el presente de indicativo, como en «vamos, niñas», en cuanto a la segunda persona del plural del mismo verbo, se utilizan en España y Guinea Ecuatorial «idos», la forma recomendada por la Real Academia Española, o bien «iros», de uso habitual.

## Otras formas verbales con sentido imperativo
Puede usarse el infinitivo a modo de un imperativo pasado (yusivo), ya que el castellano no posee un tiempo verbal específico, a diferencia de otras lenguas: «Habértelo (o haberlo) pensado antes de corregirme». Además, en este caso y en otros es posible recurrir al pasado imperfecto del subjuntivo, empleado para corregir una forma de imperativo inexistente: «Te lo hubieras pensado antes». 
El imperativo se realiza con el subjuntivo con pronombre enclítico al final con «usted» y «ustedes», «nosotros» y «nosotras», por ejemplo: «dígame» o «decime», forma del español rioplatense, «váyanse» o «andate», «esperémonos». En el caso de «nosotros(as)», el uso establece una doble formación para el presente de indicativo del verbo ir: «vayámonos», «vámonos».
Con él y ella, ellos y ellas, lo mismo que antes:
Hágase tu voluntad
Válganme
Lo que ocurre es que, para distinguirlo de lo anterior, hoy se prefiere usar una construcción que + (pronombre/s) + subjuntivo sin pronombre al final. También hay otra norma que dice que el objeto indirecto precede al directo: «Nos lo quieren quitar», y que en este caso le y les pasan a se: «Se lo has dicho».
- «Que venga María», en oposición a: «Venga (usted), María».

Esta construcción también sirve para enfatizar una orden:
- Que te lo comas

Para enfatizar, como en otros tiempos verbales, en castellano se puede añadir el pronombre:
- Tú sigue así
- Vos seguí así
- Ustedes sigan así

También, para con el imperativo de la primera persona del singular, existe la misma dualidad que para la tercera persona:
- Ande yo caliente y ríase la gente (presente del subjuntivo sin la construcción de que) (Luis de Góngora y Argote)
- Que ande yo caliente (la construcción del que)

### Negativa

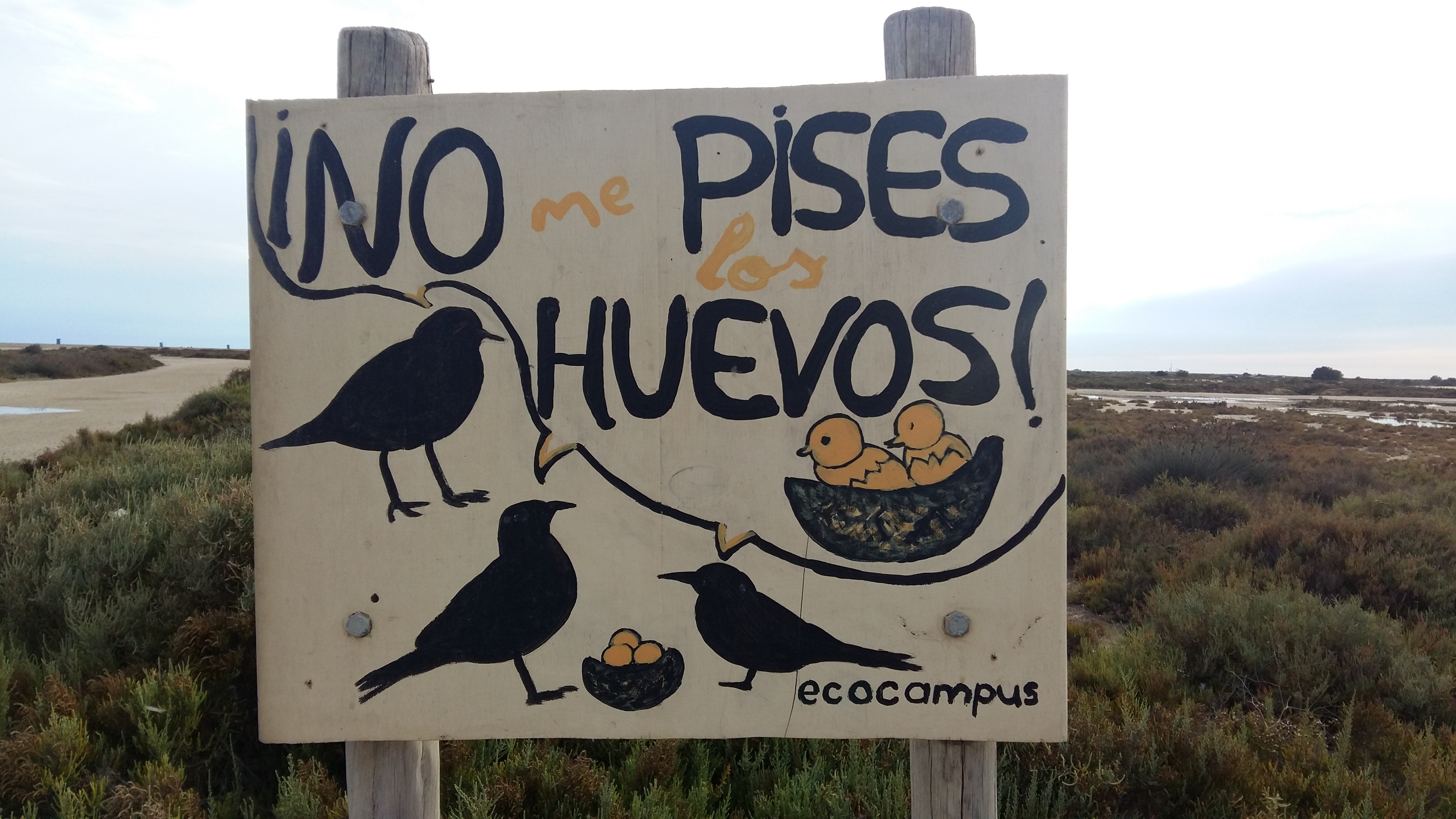
"No me pises los huevos"

Adverbio de negación + pronombre (si lo hay) + presente del subjuntivo:
- No me digan
- Nunca digas nunca
- Ni creáis que vais a seguir así

## Cambios

### Acentuación de formas verbales con pronombres enclíticos
En su Diccionario Panhispánico de Dudas, la Real Academia Española indica que las palabras compuestas por una forma verbal y un pronombre enclítico se acentúan de acuerdo a las reglas generales de acentuación.
está + te = estate
anda + te = ándate
toma + los = tómalos
Esta regla ortográfica está en vigor desde 1999.

### Pérdida de letras en el imperativo
- La primera persona del plural del imperativo (que sería la del presente del subjuntivo) pierde su última letra, es decir la s, cuando se junta con : nos, os y se. Ejemplos:

Cantemos + nos> Cantémonos (no *Cantémosnos)
Digamos + se + lo> Digámoselo (no *Digámosselo)
Nota: esa norma también sería aplicable a otros tiempos verbales con s al final, pero hoy ya sólo lo es al presente de imperativo, ya que, al resto de las formas personales de los verbos, no se les añaden pronombres actualmente.

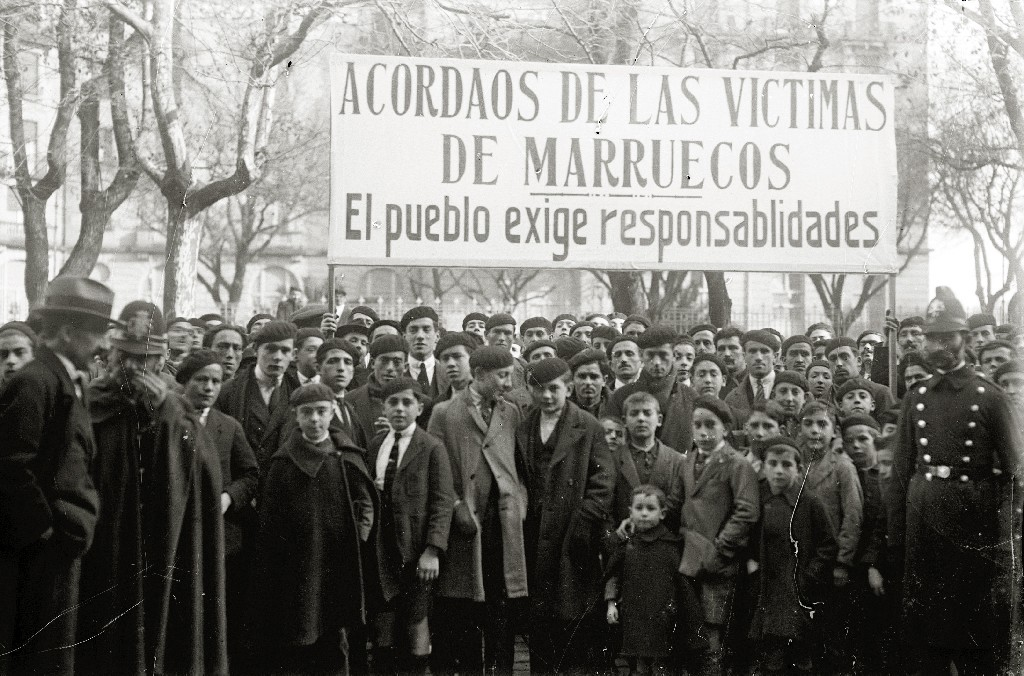
«Acordaos de las víctimas de Marruecos»

- En su forma normativa, la segunda persona del plural del imperativo pierde la d ante os (estad > estaos), salvo en el verbo ir (id > idos).

## Variación dialectal

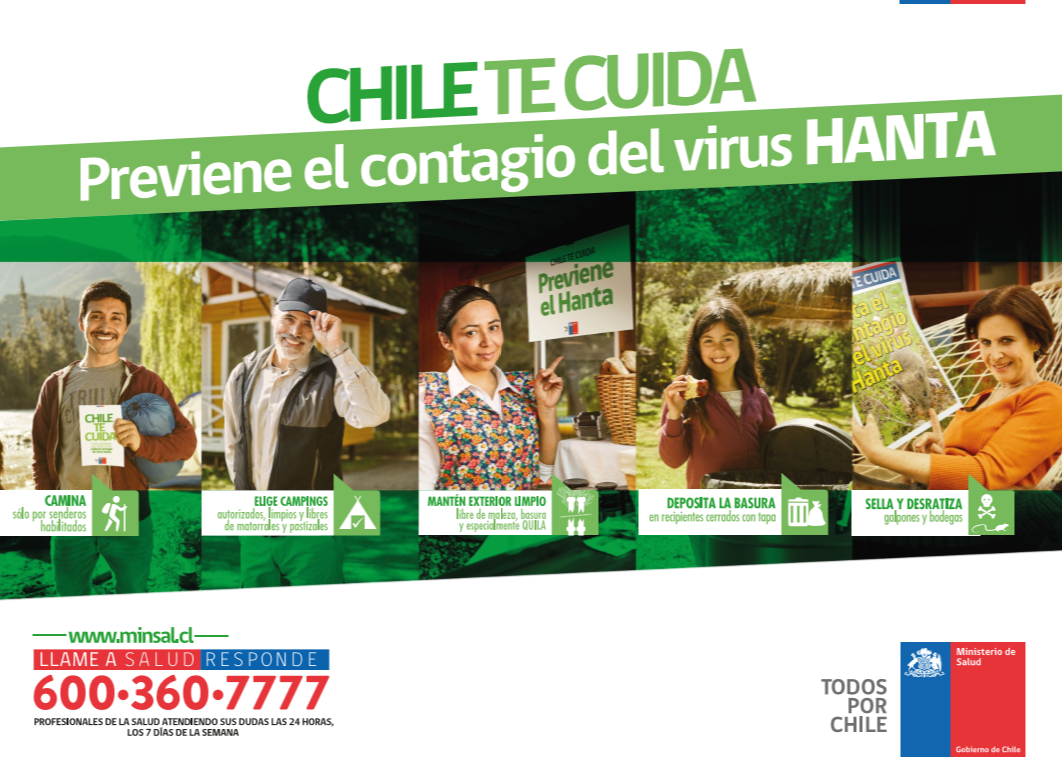
Afiche del Ministerio de Salud de Chile que usa un imperativo regular para la segunda persona singular: "Previene el contagio del virus HANTA."

El imperativo de segunda persona de plural usado en España cambia según se trate de un uso formal o informal y en el uso informal existe una forma normativa propugnada por la escuela y el uso culto y otra no normativa:
- Uso informal normativo : venid aquí, sentaos.
- Uso informal no normativo: venir aquí (o vení aquí), sentaros (o sentarse).

No obstante, es normativo usar el infinitivo como imperativo cuando va precedido de la preposición a: «Niños, a callar»; o cuando se dan órdenes a un público en general, sin identificar a nadie en concreto, como habitualmente sucede en las señales públicas o carteles de aviso: No tocar, peligro de muerte; No aparcar; y, como se ha mencionado anteriormente, también valdría para el infinitivo pasado.
- En el Cono Sur el verbo ir es defectivo, pues las formas en imperativo de segunda persona se valen de "andar": "Andate/ándate despacio", "Andá/anda a saber".

- En Chile se usa de manera informal un imperativo de segunda persona singular en que casi todas las formas verbales coinciden con las de la tercera persona singular del presente del modo indicativo; así, junto a "haz", "sal", "detén", "pon" se encuentran las variantes "hace", "sale", "detiene" y "pone".

- En el lenguaje coloquial de Chile y Colombia se usa una construcción en pretérito indefinido con el valor de imperativo: "¡Te comiste toda la sopa!"